# Trochilinae
Los troquilinos (Trochilinae) son una subfamilia de aves apodiformes de la familia Trochilidae, conocidas comúnmente como picaflores, colibríes, quinchas, quindes (del quechua, Q'inti), tucusitos, chupamirtos, chuparrosas, huitzitzilin (en náhuatl), mainumby (en guaraní) o guanumby. Conjuntamente con las ermitas, que pertenecen a la subfamilia Phaethornithinae, conforman la familia Trochilidae que, en la sistemática de Charles Sibley, se clasifica en un orden propio: Trochiliformes, independiente de los vencejos del orden Apodiformes. La subfamilia Trochilinae incluye más de 100 géneros que comprenden un total de 330 a 340 especies.
Estos pájaros son originarios del continente americano. Antaño se los mató por miles a fin de decorar los sombreros femeninos, lo que posiblemente llevó al exterminio de varias especies.
Los colibríes están entre los pájaros más pequeños que existen. La especie de tamaño más reducido es el colibrí zunzuncito o elfo de las abejas (Mellisuga helenae), que con su pico y cola mide apenas unos 5,5 centímetros, exclusivo de Cuba. La especie más grande, el llamado colibrí gigante (Patagona gigas), mide unos 25 cm. La mayoría de los colibríes presenta un plumaje muy colorido, generalmente de color verde metálico. El cuello de los machos es frecuentemente rojo brillante, azul o verde esmeralda. Una característica especial de los colibríes es el pico, que diverge casi siempre de especie en especie. El colibrí pico espada (Ensifera ensifera), por ejemplo, tiene un pico casi tan largo como el cuerpo, de unos 10 cm de longitud. 

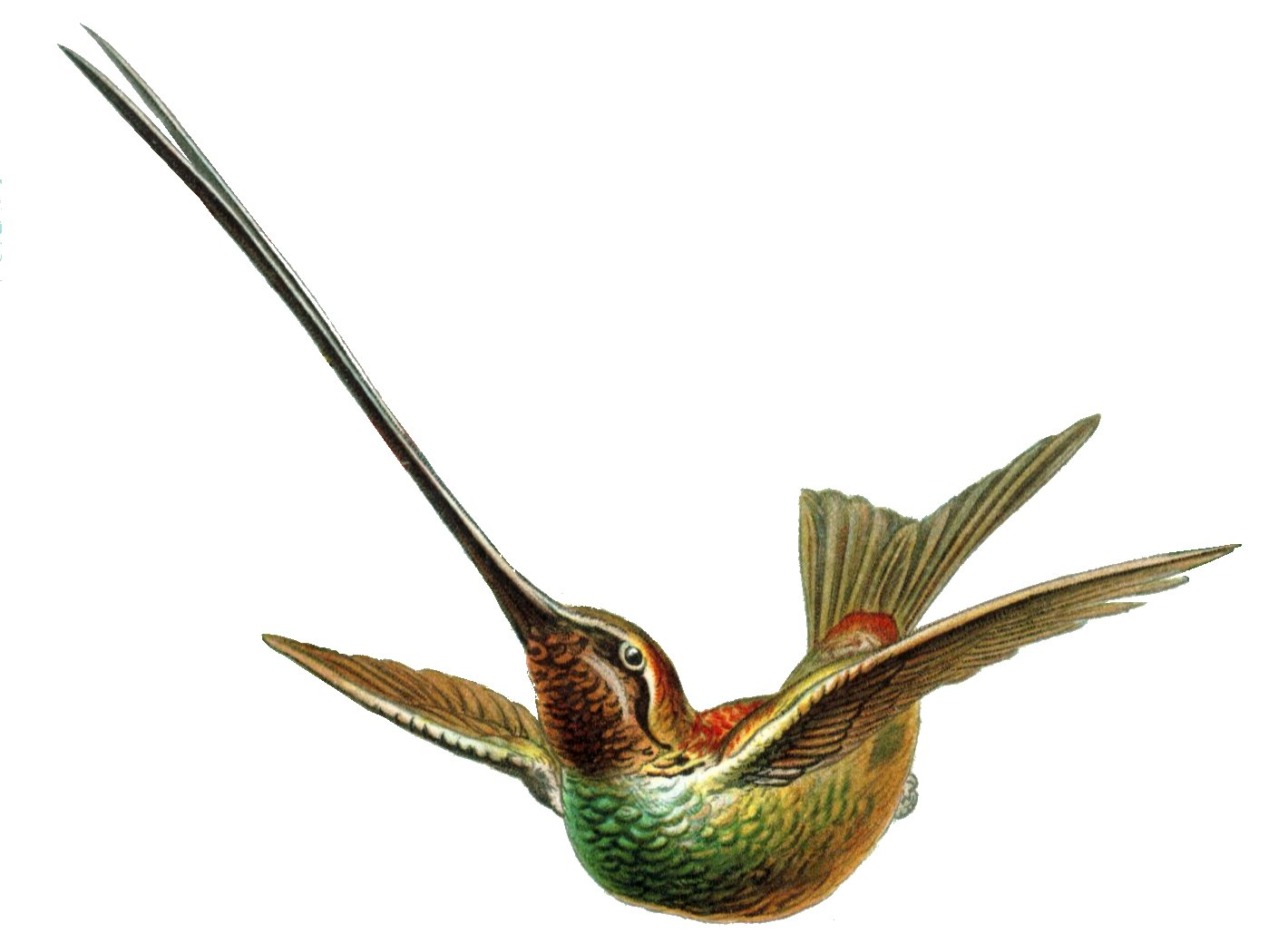
Ilustración de colibrí picoespada.

El Ramphomicron microrhynchum tiene por su parte un pico de apenas 5 mm. El colibrí pico águila (Eutoxeres) posee un pico que se curva de manera pronunciada hacia abajo, mientras que el colibrí Avocettula recurvirostris tiene un pico torcido hacia arriba. Cada pico representa una especialización a un tipo determinado de flor que le permite al colibrí en cuestión ocupar su nicho ecológico particular y de esa manera evitar la lucha con otras especies.

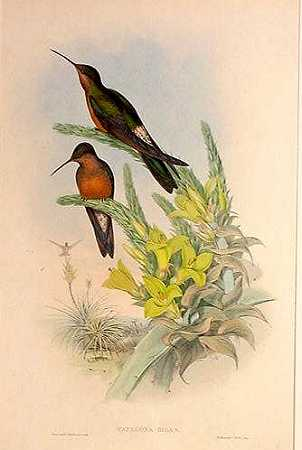
Ilustración de Patagona gigas.

Su lengua es larga, puede ser extendida en gran medida, está dividida en la punta y tiene forma de trompa, lo que le permite succionar el néctar con facilidad.
Los colibríes típicos (subfamilia Trochilinae) se diferencian de las ermitas (subfamilia Phaethornithinae) porque estas últimas tienen los tres dedos delanteros unidos en la base y poseen plumas de dirección extremadamente alargadas. En cambio los de la subfamilia Trochilinae tienen dedos separados y sus aletas de dirección no son alargadas.

## Distribución y hábitat
Los colibríes viven en América, desde Alaska hasta el archipiélago de Tierra del Fuego. Hay una gran diversidad en casi todo el istmo centroamericano, Colombia, y Venezuela. El país con mayor diversidad de esta especie es Ecuador que posee 132 especies equivalente al 40 % del total mundial; sin embargo, el país con mayor número de estos es Colombia con hasta 165 especies a lo largo de su territorio.
Su hábitat son varios entre los que se pueden mencionar están los páramos, los manglares, las sabanas; pero la mayoría viven en los bosques lluviosos.

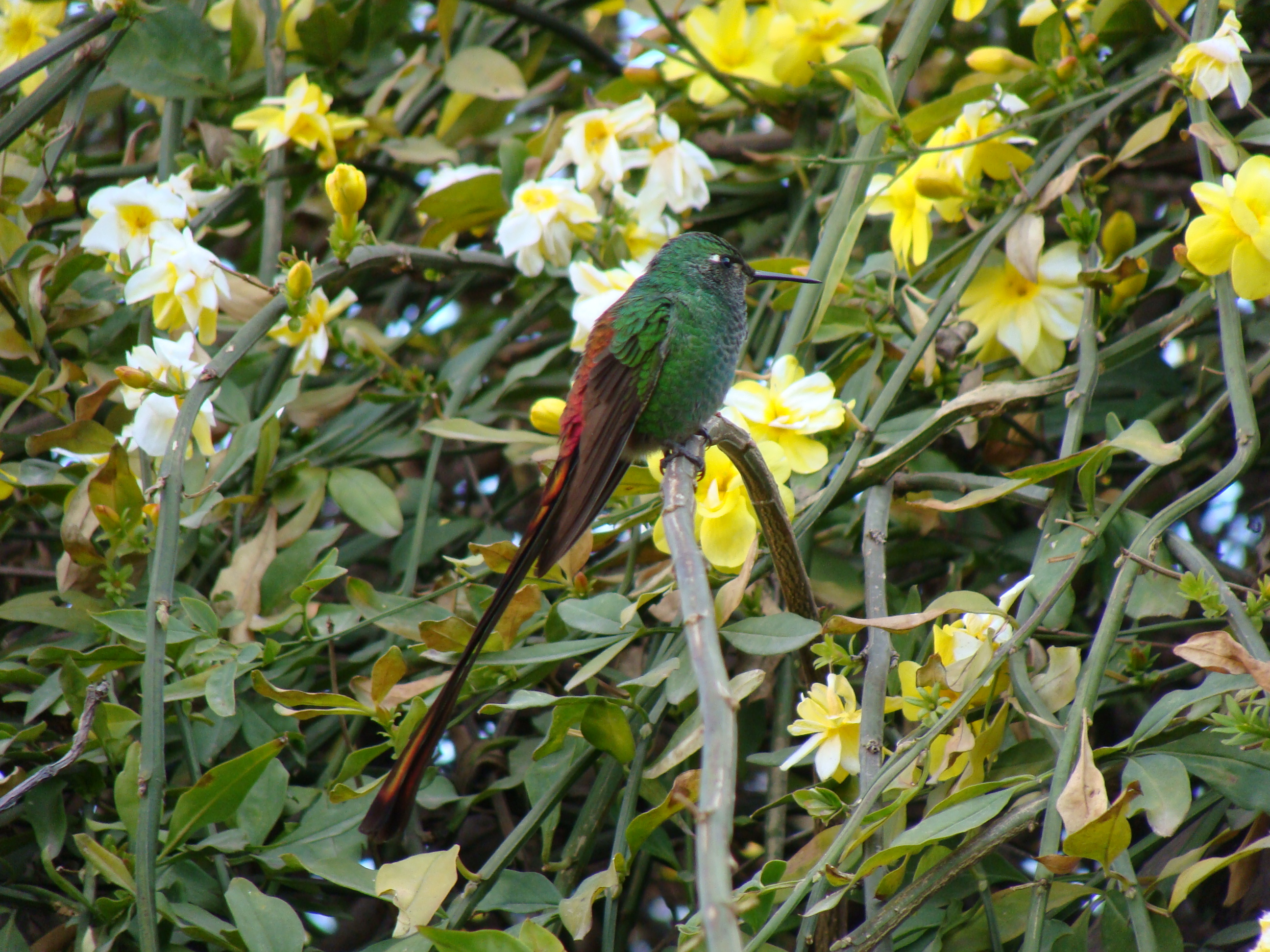
Colibrí reposando en un jazmín amarillo (Córdoba, Argentina).

## Alimentación
Los colibríes se alimentan principalmente de néctar de flores para obtener las calorías que les permiten volar, de esta forma ayudan también en la polinización de las plantas, distribuyendo su polen de flor en flor; las proteínas las obtienen de pequeños insectos y arañas. Esta alimentación, rica en energía por ser de azúcares simples, es lo que posibilita su estilo de vuelo de gran consumo energético. El colibrí son atraídos especialmente por las flores de color rojo o naranja brillante.
Aunque los colibríes se alimentan principalmente del néctar de las flores complementan su dieta con pequeños insectos y arañas que atrapan en el momento en que visitan la flor.
Los colibríes y las plantas de las que se alimentan tienen una estrecha asociación coevolutiva, generalmente conocida como sistema mutualista planta-ave. Estas aves muestran una alta especialización y modularidad, especialmente en comunidades con alta riqueza de especies. Estas asociaciones también se observan cuando colibríes de taxas estrechamente relacionados, por ejemplo, dos especies del mismo género, visitan conjuntos distintos de especies de flores. Asociaciones similares pueden observarse también en las redes huésped-parásito.

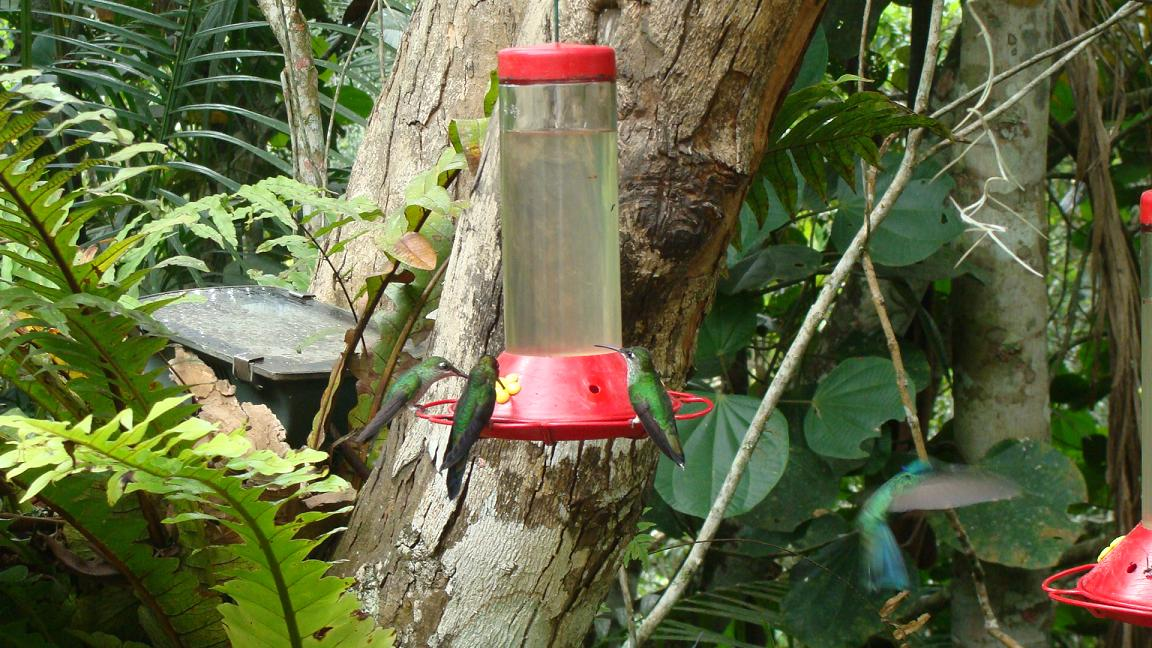
Colibríes libando en un depósito de agua azucarada con flores artificiales. Puede verse un colibrí volando en la parte inferior derecha a pesar de la enorme velocidad con que mueve sus alas de casi 70 veces por segundo. Foto tomada en los jardines de Topotepuy, al sur de Caracas, Venezuela.

## Reproducción

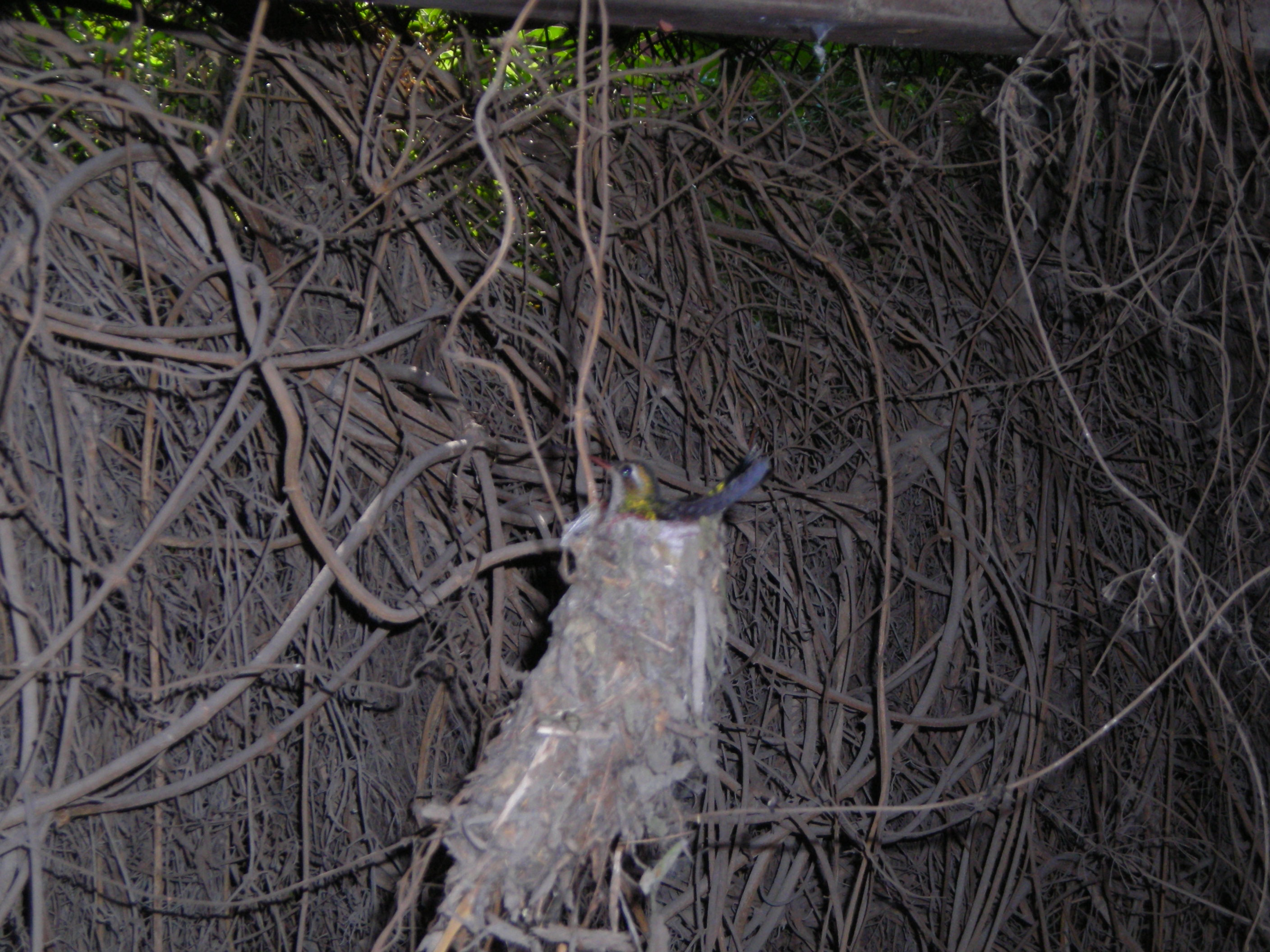
Colibrí empollando.

Para despertar el interés de la hembra, el macho realiza una danza. Después de que las hembras han sido fecundadas, construyen un pequeño nido forrado interiormente de tela de araña, algodón, liquen o musgo. A menudo el nido es construido en un arbusto de poca altura. La hembra pone dos huevos en un período de dos días y los empolla durante 14 a 19 días. Mientras incuban, son agresivamente territoriales e impiden el fisgoneo de otras avecillas, inclusive de la misma especie, en la cercanía del nido. Luego, los colibríes alimentan a sus crías durante unas tres a cuatro semanas. La hembra va al nido en este tiempo hasta 140 veces al día para alimentar a sus crías.

## Depredadores
Entre sus depredadores se encuentran la mantis religiosa, la tarántula, el halcón, el correcaminos grande y en ocasiones gatos y murciélagos.

## Tipo de colibrí

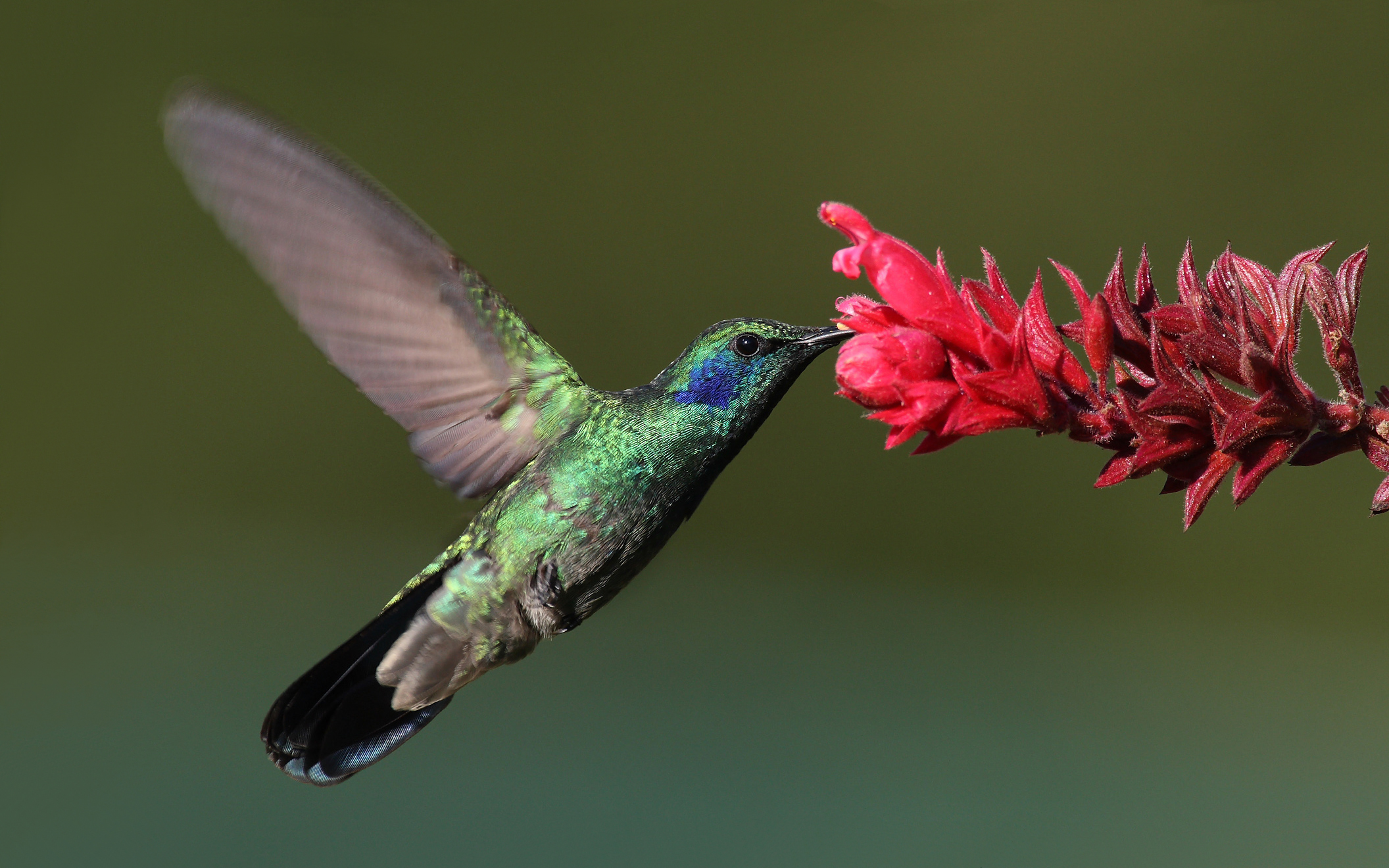
Colibrí picando flor.

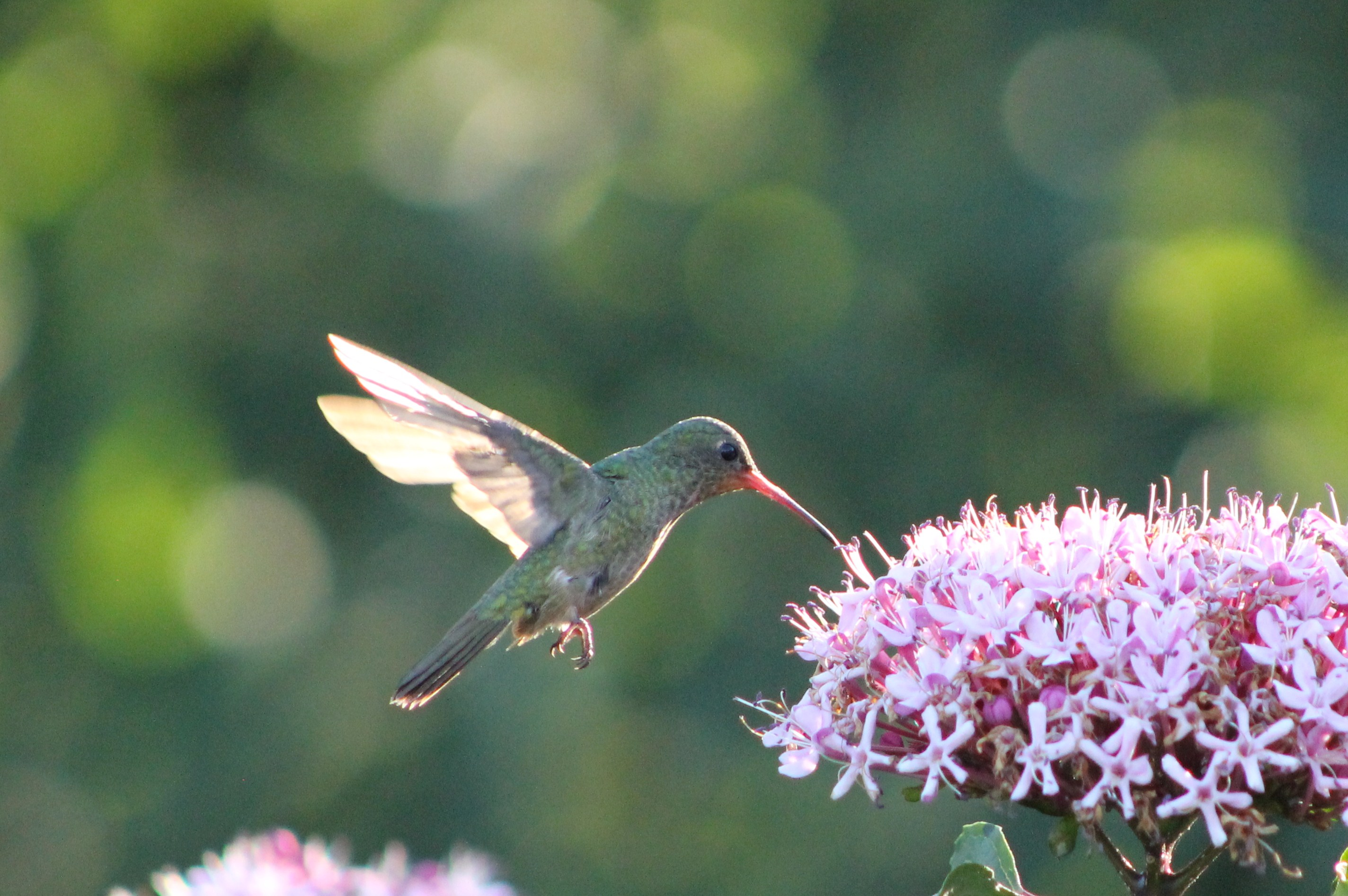
Colibrí libando en la flor de un ejemplar de Sambucus nigra en Laguna Paiva, Santa Fe, Argentina.

- Subfamilia Trochilinae; a continuación los géneros y especie
  - Abeillia
    - Abeillia abeillei, colibrí de Abeillé

  - Adelomyia
    - Adelomyia melanogenys, colibrí jaspeado

  - Aglaeactis
    - Aglaeactis aliciae, colibrí de Alicia
    - Aglaeactis castelnaudii, colibrí condecorado
    - Aglaeactis cupripennis, colibrí cobrizo
    - Aglaeactis pamela, colibrí negrito

  - Aglaiocercus
    - Aglaiocercus coelestis, silfo celeste
    - Aglaiocercus berlepschi, silfo de Berlepsch
    - Aglaiocercus kingi, silfo de King

  - Agyrtria
    - Agyrtria candida, amazilia cándida
    - Agyrtria cyanocephala, amazilia coroniazul
    - Agyrtria brevirostris, amazilia pechiblanca
    - Agyrtria franciae, amazilia andina
    - Agyrtria leucogaster, amazilia ventriblanca
    - Agyrtria rondoniae, amazilia de Rondonia
    - Agyrtria versicolor, amazilia versicolor
    - Agyrtria violiceps, amazilia coronivioleta

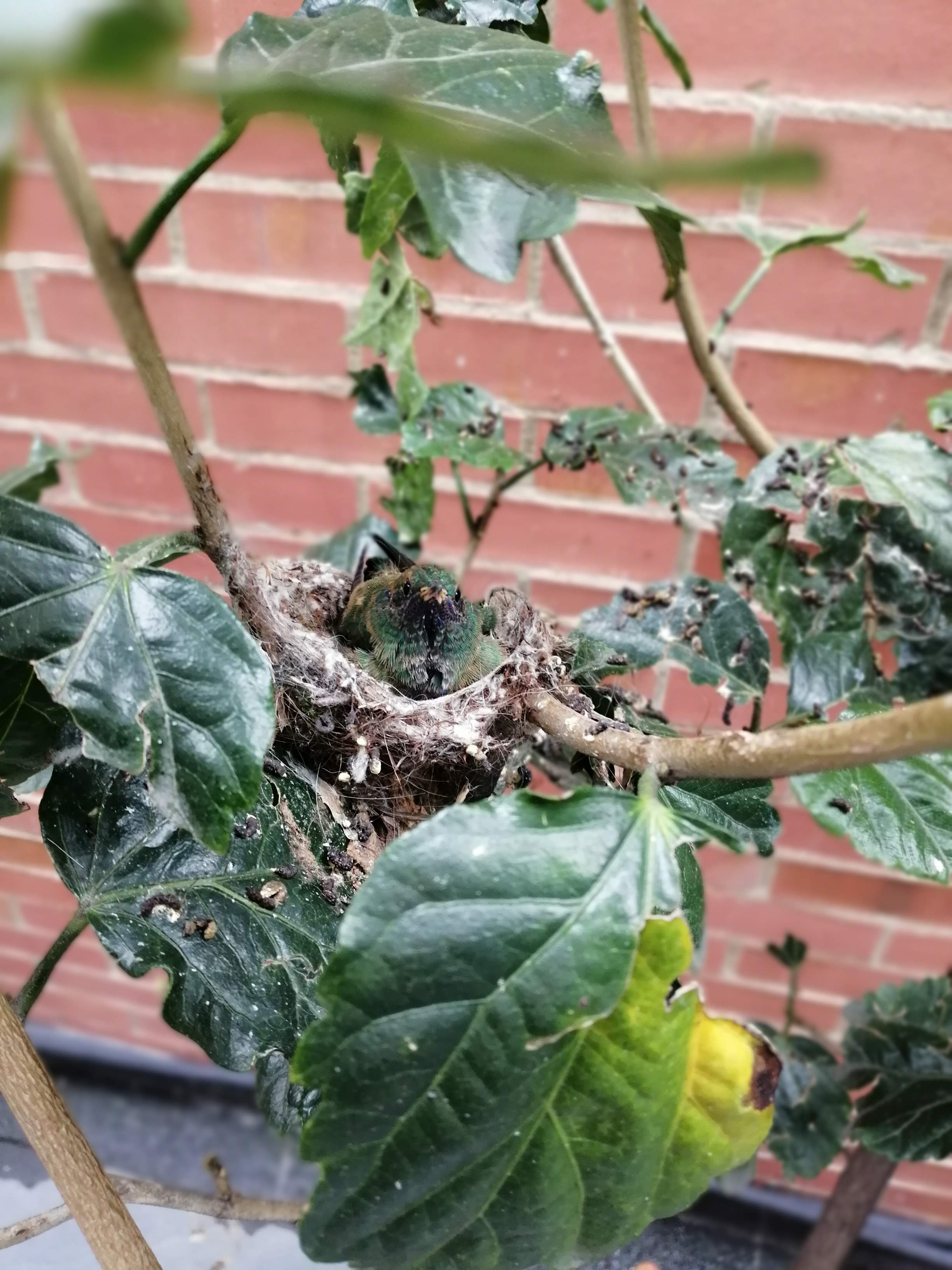
Polluelo de colibrí (Bogotá, Colombia).

    - Polluelo de colibrí (Bogotá, Colombia).Agyrtria viridifrons, amazilia frentiverde

  - Amazilia
    - Amazilia alticola, amazilia de Loja
    - Amazilia amazilia, amazilia costeña
    - Amazilia castaneiventris, amazilia ventricastaña
    - Amazilia luciae, colibrí esmeralda de Honduras
    - Amazilia rutila, amazilia canela
    - Amazilia tzacatl, amazilia tzacatl
    - Amazilia yucatanensis, amazilia yucateca

  - Androdon
    - Androdon aequatorialis, colibrí piquidentado

  - Anthocephala
    - Anthocephala floriceps, colibrí florido

  - Anthracothorax
    - Anthracothorax dominicus, mango antillano
    - Anthracothorax mango, mango jamaicano
    - Anthracothorax nigricollis, mango gorginegro
    - Anthracothorax prevostii, mango pechiverde
    - Anthracothorax recurvirostris, mango picolezna
    - Anthracothorax veraguensis, mango de Veragua
    - Anthracothorax viridigula, mango gorgiverde
    - Anthracothorax viridis, mango portorriqueño

  - Archilochus
    - Archilochus alexandri, colibrí gorginegro
    - Archilochus colubris, colibrí gorgirrubí

  - Atthis
    - Atthis ellioti, colibrí de Elliot
    - Atthis heloisa, colibrí de Eloísa

  - Augastes
    - Augastes geoffroyi, colibrí picocuña
    - Augastes lumachella, colibrí lumaquela
    - Augastes scutatus, colibrí colaceleste

  - Basilinna
    - Basilinna leucotis, colibrí orejiblanco
    - Basilinna xantusii, colibrí de Xantus

  - Boissonneaua
    - Boissonneaua flavescens, colibrí colihabano
    - Boissonneaua jardini, colibrí sietecolores
    - Boissonneaua matthewsii, colibrí pechirrojo

  - Calliphlox
    - Calliphlox amethystina, colibrí amatista
    - Calliphlox bryantae, colibrí magenta
    - Calliphlox evelynae, colibrí de las Bahamas
    - Calliphlox mitchellii, colibrí de Mitchell

  - Calothorax
    - Calothorax lucifer, colibrí lucifer
    - Calothorax pulcher, colibrí bonito

  - Calypte
    - Calypte anna, colibrí de Ana
    - Calypte costae, colibrí de Costa

  - Campylopterus
    - Campylopterus cirrochloris, colibrí apagado
    - Campylopterus curvipennis, colibrí ruiseñor
    - Campylopterus cuvierii, colibrí de Cuvier
    - Campylopterus duidae, colibrí del Duida
    - Campylopterus ensipennis, colibrí coliblanco
    - Campylopterus falcatus, colibrí lazulita
    - Campylopterus hemileucurus, colibrí morado
    - Campylopterus hyperythrus, colibrí rojizo venezolano
    - Campylopterus largipennis, colibrí pechigrís
    - Campylopterus macrourus, colibrí golondrina
    - Campylopterus phainopeplus, colibrí de Santa Marta
    - Campylopterus rufus, colibrí rojizo mexicano
    - Campylopterus villaviscensio, colibrí del Napo

  - Chaetocercus
    - Chaetocercus astreans, colibrí astral
    - Chaetocercus berlepschi, colibrí de esmeraldas
    - Chaetocercus bombus, colibrí abejorro
    - Chaetocercus heliodor, colibrí Heliodoro
    - Chaetocercus jourdanii, colibrí de Jourdan
    - Chaetocercus mulsant, colibrí de Mulsant

  - Chalcostigma
    - Chalcostigma herrani, colibrí de Herrán
    - Chalcostigma heteropogon, colibrí picoespina
    - Chalcostigma olivaceum, colibrí oliváceo
    - Chalcostigma ruficeps, colibrí capirrufo
    - Chalcostigma stanleyi, colibrí de Stanley

  - Chalybura
    - Chalybura buffonii, colibrí de Buffon
    - Chalybura urochrysia, colibrí patirrojo

  - Chlorostilbon
    - Chlorostilbon alice, esmeralda coliverde
    - Chlorostilbon aureoventris, esmeralda ventridorada
    - Chlorostilbon bracei †
    - Chlorostilbon elegans †
    - Chlorostilbon maugaeus, esmeralda portorriqueña
    - Chlorostilbon mellisugus, esmeralda coliazul
    - Chlorostilbon notatus, esmeralda gorgiazul
    - Chlorostilbon olivaresi, esmeralda del Chiribiquete
    - Chlorostilbon poortmani, esmeralda colicorta
    - Chlorostilbon ricordii, esmeralda zunzún
    - Chlorostilbon russatus, esmeralda bronceada
    - Chlorostilbon stenurus, esmeralda colifina
    - Chlorostilbon swainsonii, esmeralda de La Española

  - Chrysolampis
    - Chrysolampis mosquitus, colibrí rubí

  - Chrysuronia
    - Chrysuronia oenone, zafiro colidorado

  - Coeligena
    - Coeligena bonapartei, inca ventridorado
    - Coeligena coeligena, inca bronceado
    - Coeligena eos, inca alirrufo
    - Coeligena helianthea, inca ventrivioleta
    - Coeligena inca, inca de Gould
    - Coeligena iris, inca arcoíris
    - Coeligena lutetiae, inca alihabano
    - Coeligena phalerata, inca coliblanco
    - Coeligena prunellei, inca negro
    - Coeligena torquata, inca acollarado
    - Coeligena wilsoni, inca pardo
    - Coeligena violifer, inca gorgimorado

  - Colibri
    - Colibri coruscans, colibrí rutilante
    - Colibri delphinae, colibrí pardo
    - Colibri serrirostris, colibrí orejimorado
    - Colibri thalassinus, colibrí verdemar

  - Clytolaema
    - Clytolaema rubricauda, colibrí colirrojo

  - Cyanophaia
    - Cyanophaia bicolor, colibrí bicolor

  - Cynanthus
    - Cynanthus latirostris, colibrí piquiancho
    - Cynanthus sordidus, colibrí prieto

  - Damophila
    - Damophila julie, colibrí de Julia

  - Discosura
    - Discosura conversii, rabudito verde
    - Discosura langsdorffi, rabudito ventrinegro
    - Discosura letitiae, rabudito cobrizo
    - Discosura longicauda, rabudito de raquetas
    - Discosura popelairii, rabudito crestado

  - Doricha
    - Doricha eliza, colibrí de Elisa
    - Doricha enicura, colibrí colirraro

  - Doryfera
    - Doryfera johannae, colibrí picolanza menor
    - Doryfera ludovicae, colibrí picolanza mayor

  - Elvira
    - Elvira chionura, esmeralda Elvira
    - Elvira cupreiceps, esmeralda capirotada

  - Ensifera
    - Ensifera ensifera, colibrí picoespada

  - Eriocnemis
    - Eriocnemis alinae, calzadito pechiblanco
    - Eriocnemis cupreoventris, calzadito cobrizo
    - Eriocnemis derbyi, calzadito patinegro
    - Eriocnemis glaucopoides, calzadito frentiazul
    - Eriocnemis godini, calzadito turquesa
    - Eriocnemis isabellae, calzadito descubierto en 2005 en las selvas del Chocó (Colombia)
    - Eriocnemis luciani, calzadito colilargo norteño
    - Eriocnemis mirabilis, calzadito admirable
    - Eriocnemis mosquera, calzadito de Mosquera
    - Eriocnemis nigrivestis, calzadito pechinegro
    - Eriocnemis sapphiropygia, calzadito colilargo sureño
    - Eriocnemis vestitus, calzadito reluciente

  - Eugenes
    - Eugenes fulgens, colibrí magnífico

  - Eulampis
    - Eulampis holosericeus, colibrí caribeño gorgiverde
    - Eulampis jugularis, colibrí caribeño gorgimorado

  - Eupherusa
    - Eupherusa cyanophrys, colibrí oaxaqueño
    - Eupherusa eximia, colibrí colirrayado
    - Eupherusa nigriventris, colibrí ventrinegro
    - Eupherusa poliocerca, colibrí de Guerrero

  - Florisuga
    - Florisuga fusca, colibrí negro
    - Florisuga mellivora, colibrí nuquiblanco

  - Goethalsia
    - Goethalsia bella, colibrí del Pirre

  - Goldmania julie
    - Goldmania violiceps, colibrí de Goldman

  - Haplophaedia
    - Haplophaedia assimilis, calzadito verdoso sureño
    - Haplophaedia aureliae, calzadito verdoso norteño
    - Haplophaedia lugens, calzadito canoso

  - Heliactin
    - Heliactin bilopha, colibrí cornudito

  - Heliangelus
    - Heliangelus amethysticollis, colibrí gorgiamatista
    - Heliangelus clarisse, colibrí de Clarissa
    - Heliangelus exortis, colibrí turmalina
    - Heliangelus mavors, colibrí de Marte
    - Heliangelus micraster, colibrí lucero
    - Heliangelus regalis, colibrí real
    - Heliangelus strophianus, colibrí pectoral
    - Heliangelus viola, colibrí violeta

  - Heliodoxa
    - Heliodoxa aurescens, brillante pechicastaño
    - Heliodoxa branickii, brillante alicanela
    - Heliodoxa gularis, brillante gorgirrosado
    - Heliodoxa imperatrix, brillante emperador
    - Heliodoxa jacula, brillante coroniverde
    - Heliodoxa leadbeateri, brillante frentivioleta
    - Heliodoxa rubinoides, brillante pechigamuza
    - Heliodoxa schreibersii, brillante ventrinegro
    - Heliodoxa xanthogonys, brillante de tepui

  - Heliomaster
    - Heliomaster constantii, colibrí pochotero
    - Heliomaster furcifer, colibrí de Barbijo
    - Heliomaster longirostris, colibrí piquilargo
    - Heliomaster squamosus, colibrí escamoso

  - Heliothryx
    - Heliothryx aurita, colibrí hada oriental
    - Heliothryx barroti, colibrí hada occidental

  - Hylocharis
    - Hylocharis chrysura, zafiro bronceado
    - Hylocharis cyanus, zafiro gorgiblanco
    - Hylocharis eliciae, zafiro de Elicia
    - Hylocharis grayi, zafiro cabeciazul
    - Hylocharis sapphirina, zafiro gorgirrojo

  - Hylonympha
    - Hylonympha macrocerca, colibrí tijereta

  - Klais
    - Klais guimeti, colibrí cabeciazul

  - Lafresnaya
    - Lafresnaya lafresnayi, colibrí aterciopelado

  - Lampornis
    - Lampornis amethystinus, colibrí amatistino
    - Lampornis castaneoventris, colibrí variable
    - Lampornis clemenciae, colibrí gorgiazul
    - Lampornis hemileucus, colibrí gorgivioleta
    - Lampornis sybillae, colibrí de Sibila
    - Lampornis viridipallens, colibrí gorgiescamoso

  - Lamprolaima
    - Lamprolaima rhami, colibrí alicastaño

  - Lepidopyga
    - Lepidopyga coeruleogularis, colibrí gorgizafiro
    - Lepidopyga goudoti, colibrí de Goudot
    - Lepidopyga lilliae, colibrí ventrizafiro

  - Lesbia
    - Lesbia nuna, colibrí colilargo menor
    - Lesbia victoriae, colibrí colilargo mayor

  - Leucippus
    - Leucippus baeri, colibrí de Tumbes
    - Leucippus chionogaster, colibrí ventriníveo
    - Leucippus chlorocercus, colibrí blanquioliva
    - Leucippus fallax, colibrí ante
    - Leucippus hypostictus, colibrí moteado
    - Leucippus taczanowskii, colibrí de Taczanowski
    - Leucippus viridicauda, colibrí blanquiverde

  - Leucochloris
    - Leucochloris albicollis, colibrí gargantilla

  - Loddigesia
    - Loddigesia mirabilis, colibrí admirable

  - Lophornis
    - Lophornis adorabilis, coqueta adorable
    - Lophornis brachylophus, coqueta de Guerrero
    - Lophornis chalybeus, coqueta verde
    - Lophornis delattrei, coqueta crestirrufa
    - Lophornis gouldii, coqueta moteada
    - Lophornis helenae, coqueta crestinegra
    - Lophornis magnificus, coqueta magnífica
    - Lophornis ornatus, coqueta adornada
    - Lophornis pavoninus, coqueta pavonina
    - Lophornis stictolophus, coqueta coronada

  - Mellisuga
    - Mellisuga helenae, colibrí zunzuncito
    - Mellisuga minima, colibrí zumbadorcito

  - Metallura
    - Metallura aeneocauda, metalura escamosa
    - Metallura baroni, metalura de Azuay
    - Metallura eupogon, metalura barbafuego
    - Metallura iracunda, metalura iracunda
    - Metallura odomae, metalura del Chinguela
    - Metallura phoebe, metalura negra
    - Metallura theresiae, metalura de Teresa
    - Metallura tyrianthina, metalura tiria
    - Metallura williami, metalura verde

  - Microchera
    - Microchera albocoronata, colibrí coroniblanco

  - Microstilbon
    - Microstilbon burmeisteri, colibrí de Burmeister

  - Myrmia
    - Myrmia micrura, colibrí colicorto

  - Myrtis
    - Myrtis fanny, colibrí Myrtis
    - Myrtis yarrellii, colibrí de Arica

  - Ocreatus
    - Ocreatus underwoodii, colibrí de raquetas

  - Opisthoprora
    - Opisthoprora euryptera, colibrí picolezna

  - Oreonympha
    - Oreonympha nobilis, colibrí noble

  - Oreotrochilus
    - Oreotrochilus adela, colibrí de Cochabamba
    - Oreotrochilus chimborazo, colibrí del Chimborazo
    - Oreotrochilus estella, colibrí puneño
    - Oreotrochilus leucopleurus, colibrí cordillerano
    - Oreotrochilus melanogaster, colibrí pechinegro
    - Oreotrochilus stolzmanni, colibrí de Stolzman

  - Orthorhyncus
    - Orthorhyncus cristatus, colibrí crestado

  - Oxypogon
    - Oxypogon guerinii, colibrí chivito

  - Panterpe
    - Panterpe insignis, colibrí insigne

  - Patagona
    - Patagona gigas, colibrí gigante

  - Phlogophilus
    - Phlogophilus harterti, colibrí colipinto peruano
    - Phlogophilus hemileucurus, colibrí colipinto ecuatoriano

  - Polyerata
    - Polyerata amabilis, amazilia amable
    - Polyerata boucardi, amazilia de manglar
    - Polyerata fimbriata, amazilia listada
    - Polyerata lactea, amazilia zafirina
    - Polyerata luciae, amazilia hondureña
    - Polyerata rosenbergi, amazilia de Rosenberg

  - Polyonymus
    - Polyonymus caroli, colibrí colibronce

  - Polytmus
    - Polytmus guainumbi, colibrí guainumbí
    - Polytmus milleri, colibrí de tepui
    - Polytmus theresiae, colibrí de Teresa

  - Pterophanes
    - Pterophanes cyanopterus, colibrí aliazul

  - Ramphomicron
    - Ramphomicron dorsale, colibrí piquicorto dorsinegro
    - Ramphomicron microrhynchum, colibrí piquicorto común

  - Rhodopis
    - Rhodopis vesper, colibrí del Atacama

  - Sappho
    - Sappho sparganura, colibrí cometa

  - Saucerottia
    - Saucerottia beryllina, amazilia berilina
    - Saucerottia cupreicauda, amazilia colicobriza
    - Saucerottia cyanifrons, amazilia capiazul
    - Saucerottia cyanura, amazilia coliazul
    - Saucerottia edward, amazilia de Edward
    - Saucerottia saucerrottei, amazilia verdiazul
    - Saucerottia tobaci, amazilia de Tobago
    - Saucerottia viridigaster, amazilia colimorada

  - Selasphorus
    - Selasphorus ardens, colibrí ardiente
    - Selasphorus flammula, colibrí volcanero
    - Selasphorus platycercus, colibrí coliancho
    - Selasphorus rufus, colibrí rufo
    - Selasphorus sasin, colibrí de Allen
    - Selasphorus scintilla, colibrí centelleante

  - Sephanoides
    - Sephanoides fernandensis, colibrí de Juan Fernández
    - Sephanoides sephaniodes, colibrí austral

  - Stellula
    - Stellula calliope, colibrí Calíope

  - Stephanoxis
    - Stephanoxis lalandi, colibrí copetón

  - Sternoclyta
    - Sternoclyta cyanopectus, colibrí pechiazul

  - Taphrolesbia
    - Taphrolesbia griseiventris, colibrí ventrigrís

  - Thalurania
    - Thalurania colombica, zafiro coroniazul
    - Thalurania fannyi, zafiro coroniverde
    - Thalurania furcata, zafiro golondrina
    - Thalurania glaucopis, zafiro capirotado
    - Thalurania ridgwayi, zafiro mexicano
    - Thalurania watertonii, zafiro colilargo

  - Thaumastura
    - Thaumastura cora, colibrí cora

  - Tilmatura
    - Tilmatura dupontii, colibrí de Dupont

  - Topaza
    - Topaza pella, colibrí topacio

  - Trochilus
    - Trochilus polytmus, colibrí portacintas piquirrojo
    - Trochilus scitulus, colibrí portacintas piquinegro

  - Urochroa
    - Urochroa bougueri, colibrí de Bouguer

  - Urosticte
    - Urosticte benjamini, colibrí puntablanca occidental
    - Urosticte ruficrissa, colibrí puntablanca oriental